# 제1회 가치봄영화제
제1회 가치봄영화제는 2000년 11월 2일에 열린 시상식이다.

## 수상 및 후보

### 상영작
- 공동경비구역JSA - 박찬욱
- 비욘드 사일런스 - 카롤리네 링크
- 죽거나 혹은 나쁘거나 - 류승완
- 박하사탕 - 이창동
- 8월의 크리스마스 - 허진호
- 인정사정 볼것 없다 - 이명세
- 비천무 - 김영준
- 스케이트 - 조은령
- 담장너머
- 자반고등어 - 김용화
- 학교가는 길
- 존재
- 사선에서 - 김동욱 외 7명
- 헝그리 - 신주형
- EGG EGG
- 끝없는 싸움-에바다
- 나는 행복하다 - 류미례
- 여성장애인 김진옥씨의 결혼이야기